# Ібоя Чак
Ібоя Чак (угор. Csák Ibolya; 6 січня 1915 — 10 лютого 2006) — угорська легкоатлетка, олімпійська чемпіонка.
Ібоя Чак народилася 1915 року в Будапешті. У 1936 році вона взяла участь в Олімпійських іграх у Берліні, де здобула золоту медаль у стрибках у висоту за незвичайних обставин: усі три претендентки на медаль взяли висоту 160 см, але не змогли з трьох спроб подолати 162 см. Тоді було вирішено дозволити четвірку, та Ібоя Чак стала єдиною, хто зміг подолати 162 см.
У 1938 році було вперше проведено чемпіонат Європи з легкої атлетики серед жінок. Ібоя Чак зайняла на ньому друге місце у стрибках у висоту, але незабаром з'ясувалося, що Дора Ратьєн з Німеччини, яка посіла перше місце, насправді була чоловіком. Після дискваліфікації Ратьєна Чака була визнана чемпіонкою Європи.